# Težki tank
Težki tank je vrsta tanka, ki je predvsem značilna za obdobje druge svetovne vojne. Zasnovali so tank, pri katerem so povečali osnovni oklep in kaliber topa (nad 76 mm) in ki je bil prvotno namenjen prebijanju težko utrjenih položajev in za napade na druge srednje bojne tanke ter na sovražnikove težke tanke. V to skupino tako spadajo nemška Tiger I in Tiger II ter tanki serije Josif Stalin (IS-1, IS-2, IS-3). Toda ti pridobitvi oklepa in topa sta se odrazili na omejeni gibljivosti in mobilnosti te vrste tankov.
Zaradi tega, ko se je vse bolj povečeval pomen mobilnega bojevanja, je pomen težkih tankov postal vse manjši, dokler jih niso v času hladne vojne zamenjali glavni bojni tanki.